# Branko Brnović
Branko Brnović, cirill betűkkel Бранко Брновић (Titograd, 1967. augusztus 8. –) jugoszláv válogatott montenegrói labdarúgó, középpályás, edző.

## Pályafutása

### Klubcsapatban
1987 és 1991 között a Budućnost, 1991 és 1994 között a Partizan, 1994 és 2000 között a spanyol Espanyol labdarúgója volt. 2006–07-ben az FK Kom csapatában fejezte be az aktív labdarúgást. A Partizan csapatával egy-egy jugoszláv bajnoki címet és kupagyőzelmet ért el.

### A válogatottban
Tagja volt az 1987-es chilei U20-as világbajnokságon arany-, és az 1990-es U21-es Európa-bajnokságon ezüstérmes csapatnak.
1989 és 1998 között 27 alkalommal szerepelt a jugoszláv válogatottban és három gólt szerzett. Részt vett az 1998-as franciaországi világbajnokságon.

### Edzőként
2007 és 2011 között a montenegrói válogatott segédedzője volt. 2011 és 2015 között a válogatott szövetségi kapitányaként dolgozott. 2018–19-ben a Budućnost vezetőedzője volt.

## Családja
Testvére, Dragoljub Brnović (1963–) jugoszláv válogatott labdarúgó, akivel az 1987–88-as idényben játszott együtt a Budućnost csapatában.

## Sikerei, díjai
Jugoszlávia
- U20-as világbajnokság
  - aranyérmes: 1987, Chile
- U21-es Európa-bajnokság
  - ezüstérmes: 1990

 FK Partizan
- Jugoszláv bajnokság
  - bajnok: 1993–94
- Jugoszláv kupa
  - győztes: 1994